# Шимич, Лоренцо
Лоре́нцо Ши́мич (хорв. Lorenco Šimić, 15 июля 1996, Сплит) — хорватский футболист, защитник израильского клуба «Маккаби» (Хайфа).

## Клубная карьера
Воспитанник «Хайдука». В дубле сплитской команды был капитаном, а также одним из лучших бомбардиров в сезоне 2013/14 забил девять голов. Одной из сильных сторон игры защитника были подключения в атаку при стандартных положениях. Зимой 2014 года Шимич проходил просмотр в днепропетровском «Днепре», после чего, по информации slobodnadalmacija.hr, руководство «Днепра» уведомило «Хайдук» о желании приобрести игрока и заключить с ним профессиональный контракт по достижении Лоренцо совершеннолетия, но уже следующим летом сайт болельщиков «днепрян» опубликовал информацию о том, что их клуб отказался от покупки Шимича с аргументацией о ориентации на собственных воспитанников, среди которых есть футболисты как минимум не слабее, чем хорват. Кроме «Днепра», по информации хорватских СМИ, футболистом также интересовались скауты «Сампдории», «Фиорентины» и «Челси».
Зимой 2015 года Шимич ездил на просмотр в другой украинский клуб — «Говерлу». Тренер ужгородцев Вячеслав Грозный рассмотрел в молодом хорвате талант, и в итоге защитник перебрался в украинскую команду на правах аренды. В Премьер-лиге Шимич сыграл 3 матча (дебют 4 мая 2015 года против «Динамо»). После завершения сезона футболист вернулся в «Хайдук».

## Выступления за сборные
Играл в юношеских сборных Хорватии разных возрастов.